# Llista de finlandesos
Aquesta és una llista dels finlandesos més notables.

## Actors
- Ida Aalberg (1858–1915)
- Aino Ackté (1876–1944)
- Jouko Ahola
- Olavi Ahonen
- Irina Björklund
- Anna Easteden
- Peter Franzén
- George Gaynes
- Gina Goldberg
- Ville Haapasalo
- Anna-Leena Härkönen
- Ansa Ikonen
- Anni-Kristiina Juuso
- Kata Kärkkäinen
- Marta Kristen
- Vesa-Matti Loiri
- Masa Niemi
- Maila "Vampira" Nurmi
- Kati Outinen
- Tauno Palo (1905–1982)
- Pertti "Spede" Pasanen (1930–2001)
- Matti Pellonpää (1951–1995)
- Lasse Pöysti
- Pentti Siimes
- Maria Silfvan – segurament la primera actriu finlandesa. (1800–1865)
- Markku Toikka
- Samuli Edelmann

## Arquitectes
- Aino Aalto (1894–1949)
- Alvar Aalto (1898–1976)
- Marco Casagrande (nascut el 1971)
- Carl Ludvig Engel (1778–1840)
- Juha Leiviskä (nascut el 1936)
- Yrjö Lindegren (1900–1952)
- Juhani Pallasmaa (nascut el 1936)
- Reima Pietilä (1923–1993)
- Viljo Revell (1910–1964)
- Aarno Ruusuvuori (1925–1992)
- Eero Saarinen (1910–1961)
- Eliel Saarinen (1873–1950)
- J. S. Sirén (1889–1961)
- Lars Sonck (1870–1956)
- Josef Stenbäck (1854–1929)
- Martti Välikangas (1893–1973)

## Artistes plàstics
- Wäinö Aaltonen – escultorv(1894–1966)
- Eija-Liisa Ahtila – fotògraf, vídeo-artista (nascut el 1959)
- Helena Arnell – pintor (1697–1751)
- Margareta Capsia – pintor(1682–1759)
- Albert Edelfelt – pintor (1854–1905)
- Magnus Enckell – pintor (1870–1925)
- Akseli Gallen-Kallela – pintor (1865–1931)
- Jorma Gallen-Kallela – pintor (1898–1939)
- Pekka Halonen – pintor (1865–1933)
- Edvin Hevonkoski – escultor
- Eila Hiltunen – escultor (1922–2003)
- Tove Jansson pintor, il·lustrador i autor del còmic de Moomin
- Antti Jokinen – director de cinema de Hollywood
- Eero Järnefelt – pintor (1863–1937)
- Rudolf Koivu – il·lustrador (1890–1946)
- Mauri Kunnas
- Touko Laaksonen (Tom of Finland) – artista fetish, autor de còmics (1920–1991)
- Kari T. Leppänen – autor de còmics
- Otto Maja – artista de graffiti (nascut el 1987)
- Totte Mannes – pintor
- Arno Rafael Minkkinen – fotògraf
- Helvi Mustonen – pintor
- Kalervo Palsa – pintor (1947–1987)
- Tuulikki Pietilä – artista gràfic
- Sampsa – pintor i artista de carrer
- Helene Schjerfbeck – pintor (1862–1946)
- Hugo Simberg – pintor (1873–1917)
- Kaj Stenvall – pintor (nascut el 1951)
- Kari Suomalainen – pintor i autor de còmics (1920–1999)
- Reidar Särestöniemi – pintor (1925–1981)
- Kain Tapper – escultor (1930–2004)

## Empresaris
- Sari Baldauf – executiu de Nokia
- Jorma Eloranta – CEO de Metso
- Aatos Erkko – ministre, bilionari i propietari de Sanoma
- Harry Harkimo – empresari del hòquei sobre gel
- Antti Herlin – President del Consell d'Administració de KONE, l'home més ric de Finlàndia
- Fredrik Idestam – industrial i fundador de Nokia
- Kari Kairamo – antic CEO de Nokia (1932–1988)
- Olli-Pekka Kallasvuo – antic CEO de Nokia
- Lasse Kurkilahti – CEO de Kemira
- Jorma Ollila – antic CEO de Nokia
- Kirsti Paakkanen, – antic CEO de Marimekko
- Björn Wahlroos – CEO de Sampo
- Rudolf Walden – Fundador de United Paper Mills (1878–1946)
- Poju Zabludowicz – bilionari, filantrop i propietari de Tamares Group

## Pioners de la informàtica
- Johan Helsingius – creador i operador de Penet remailer
- Jarkko Oikarinen – creador de l'IRC
- Linus Torvalds – Creador inicial de Linux
- Michael Widenius – Creador de MySQL
- Tatu Ylönen – creador de Secure Shell
- Aapo Kyrölä – creador de Sulake

## Dissenyadors
- Eero Aarnio
- Erik Bruun
- Kaj Franck (1911–1989)
- Maija Isola – dissenyador de Marimekko
- Stefan Lindfors
- Vuokko Nurmesniemi – dissenyador tèxtil de Marimekko
- Katja Pettersson
- Timo Sarpaneva – dissenyador de vidre
- Tapio Wirkkala – dissenyador, escultor (1915–1985)

## Directors de cinema
- Jörn Donner
- Renny Harlin
- Klaus Härö
- Risto Jarva (1934–1977)
- Matti Kassila
- Aki Kaurismäki
- Mika Kaurismäki
- Ere Kokkonen
- Edvin Laine
- Armand Lohikoski (1912–2005)
- Rauni Mollberg
- Visa Mäkinen
- Risto Orko (1899–2001)
- Spede Pasanen (1930–2001)
- Mauritz Stiller (1883–1928)
- Samuli Torssonen
- Mika Taanila
- Casper Wrede (1929–1998, també director de teatre i televisió)

## Músics

### Òpera
- Aino Ackté – soprano
- Kim Borg – baix
- Monica Groop – mezzosoprano
- Jorma Hynninen – baríton
- Soile Isokoski – soprano
- Tom Krause – baix-baríton
- Karita Mattila – soprano
- Matti Salminen – baix
- Martti Talvela – baix
- Tarja Turunen – soprano

### Clàssica
- Kalevi Aho – compositor
- Paavo Berglund – director d'orquestra
- Linda Brava – violinista
- Mikko Franck – director d'orquestra
- Ralf Gothóni – pianista (pare de Maris)
- Olli Mustonen – pianista
- Sakari Oramo – director d'orquestra
- Jorma Panula – director d'orquestra i pioner de l'educació de la direcció d'orquestra
- Einojuhani Rautavaara – compositor
- Kaija Saariaho – compositor
- Esa-Pekka Salonen – director d'orquestra
- Jukka-Pekka Saraste – director d'orquestra
- Jean Sibelius – compositor
- John Storgårds – director d'orquestra

### Música Folk
- Islaja – cantant d'àcid folk
- Konsta Jylhä – músic de folk
- Sanna Kurki-Suonio – cantant
- Lau Nau – cantant d'àcid folk
- Gösta Sundqvist – cantant de música folk - cantant de Leevi and the Leavings
- Jenny Wilhelms – cantant de folk
- Maria Kalaniemi – acordionista de folk

### Música Electrònica
- Miika Eloranta & Janne Mansnerus – músics i productors amb el nom de Super8 & Tab
- Jori Hulkkonen – DJ, músic i productor
- Erkki Kurenniemi – músic, inventor
- Lassi Lehto aka. Jimi Tenor – músic d'àcid jazz
- Lassi Nikko aka. Brothomstates aka. Dune – músic
- Sasu Ripatti aka. Vladislav Delay – músic, DJ
- Esa Juhani Ruoho aka. Lackluster – músic
- Jaakko Salovaara aka. JS16 - músic i productor
- Mika Vainio – músic, membre de Pan Sonic
- Ville Virtanen aka. Darude
- Ilpo Väisänen – musician, member of Pan Sonic

### Altres
- Marko Saaresto – lirista, cantant de la banda de rock Poets of the Fall
- Olli Tukiainen – guitarrista de Poets of the Fall
- Markus Kaarlonen – "Capità" i productor de Poets of the Fall
- Jaska Makinen – guitarra rítmica de Poets of the Fall
- Jani "Hellboy" Snellman – baixista de Poets of the Fall
- Jari Salminen – bateria de Poets of the Fall
- Antti Boman – guitarrista i cantant de Demilich
- Ismo Alanko – músic de rock
- Carola – cantant de jazz i pop
- Kirill Babitzin (1950–2007)
- Elastinen – músic de rap del duet Fintelligens
- Irwin Goodman aka Antti Hammarberg – cantautor de cançó protesta (1943–1991)
- Hector
- Aki Hakala – bateria de The Rasmus
- Lasse Heikkilä – compositor,lletrista, productor, vocalista i músic de múltiples instruments
- Eero Heinonen – baixista de The Rasmus
- Reino Helismaa (1913–1965)
- Marco Hietala – baixista de Nightwish
- Sami Hinkka – baixista i veus de Ensiferum
- Tuomas Holopainen – compositor i lletrista de Nightwish
- Tony Kakko – vocalista, compositor i lletrista de Sonata Arctica
- Jari Kainulainen – ex-baixista de Stratovarius
- Maria Kalaniemi
- Mika Karppinen – bateria del grup HIM
- Perttu Kivilaakso – intèrpret de violoncel de la banda de Xello Rock Apocalyptica
- Viktor Klimenko, cantant
- Samuli Kosminen
- Timo Kotipelto – Cantant líder de Stratovarius
- Sakari Kukko
- Mikko Kuustonen – cantant, lletrista
- Ville Laihiala – líder dels grups Sentenced i Poisonblack
- Alexi Laiho – líder i guitarrista de Children of Bodom
- Jonne Aaron – líder de la banda Negative
- Roope Latvala – guitarrista de Children of Bodom
- Juice Leskinen – rocker
- Jani Liimatainen – Antic guitarrista de Sonata Arctica
- Petri Lindroos – Guitarrista i veu principal de Ensiferum i abans de Norther
- Mikko Lindström – Guitarrista de HIM
- Jyrki Linnankivi – cantant líder de the 69 Eyes
- Tommy Mansikka-Aho
- Jarkko Martikainen
- Jari Mäenpää – compositor, guitarrista i cantant d'Ensiferum i de Wintersun
- Andy McCoy – antic guitarrista de Hanoi Rocks, rocker
- Michael Monroe – antic cantant de Hanoi Rocks, músic de rock
- Jukka Nevalainen – bateria de Nightwish
- Sara Nunes – cantant
- Anne Nurmi – vocalista i cantant líder de Lacrimosa
- Tuomari Nurmio
- Mikko Paananen – Baixista de HIM
- Janne Parviainen – bateria ' Ensiferum, Sinergy i Barathrum
- Hanna Pakarinen – Primer guanyador del concurs televisiu Idols de Finlàndia i cantant de pop
- Paleface – músic de rap
- Maukka Perusjätkä – músic de punk
- Mika Pohjola – pianista i compositor de jazz
- Pekka Pohjola
- Kimmo Pohjonen
- Lauri Porra
- Tomi Putaansuu – líder i cantant de Lordi
- Janne Puurtinen – Intèrpret líder de HIM
- Jaska Raatikainen – drummer for Children of Bodom
- Sami Raatikainen – guitarrista de Necrophagist
- Iiro Rantala
- Pauli Rantasalmi – guitarrista de The Rasmus
- Tapio Rautavaara
- Henkka Seppälä – baixista de Children of Bodom
- Jari Sillanpää – cantant, rei finlandès del tango
- Sir Christus – guitarrista de Negative
- Aki Sirkesalo – singer (1962–2004)
- Emmi Silvennoinen – membre clau d'Ensiferum
- Topi Sorsakoski – cantant de rock
- Gösta Sundqvist
- Jonna Tervomaa – cantant de pop
- Markus Toivonen – fundador, guitarrista, lletrista i vocalista d'Ensiferum
- Timo Tolkki – guitarrista i cantant de Stratovarius
- Jukka Tolonen
- Eicca Toppinen – violoncelista d'Apocalyptica
- Antti Tuisku – cantant de pop participant del programa de televisió Idols
- Tellu Turkka
- Tarja Turunen – antic cantant líder de la banda de metal simfònic Nightwish.
- Petri Walli (1969–1995)
- Juha Watt Vainio
- Ville Valo – cantant líder de HIM
- Edward Vesala – compositor, músic de jazz i baateria (1945–1999)
- Jussi Heikki Tapio Vuori-bateria de the 69 Eyes
- Olavi Virta – cantant
- Laura Voutilainen – cantant de pop
- Emppu Vuorinen – guitarrista de Nightwish
- Maija Vilkkumaa – cantant de pop/rock
- Janne Wirman – cantant de Children of Bodom
- Lauri Ylönen – primer cantant de The Rasmus
- A. W. Yrjänä – cantant de rock, baixista, lletrista i poeta
- Mikko Aspa – cantant líder de Deathspell Omega i propietari de Northern Heritage label.
- Esa Holopainen – principal lletrista, guitarrista líder i membre fundador de la banda de metal Amorphis
- Tomi Joutsen  – cantant líder d'Amorphis

## Filòsofs
- Timo Airaksinen
- Lili Alanen
- Anders Chydenius
- Arto Haapala
- Jaakko Hintikka
- Pekka Himanen – filòsof i tecnòleg
- Matti Häyry
- Eino Kaila (1890–1958)
- Raili Kauppi
- S. Albert Kivinen
- Pentti Linkola
- Eeva-Liisa Manner
- Ilkka Niiniluoto
- Esa Saarinen
- J. V. Snellman
- Eero Tarasti
- Raimo Tuomela
- Thomas Wallgren
- Edward Westermarck
- Georg Henrik von Wright

## Polítics
- Esko Aho – primer ministre 1991–1995
- Martti Ahtisaari – diplomàtic i mediador de les Nacions Unides, guanyador del Premi Nobel de la Pau; president 1994–2000
- Karl-August Fagerholm – polític (1901–1984)
- Tarja Halonen – primera presidenta de Finlàndia, 2000–2012
- Satu Hassi – Diputat europeu
- Heidi Hautala – Diputat europeu
- Harri Holkeri – primer ministre i diplomàtic de l'ONU
- Ville Itälä – Diputat europeu
- Max Jakobson – diplomàtic de l'ONU
- Anneli Jäätteenmäki – primer ministre el 2003
- Kyösti Kallio – president 1937–1940 (1873–1940)
- Urho Kekkonen – president 1956–1982 (1900–1986)
- Mari Kiviniemi – primer ministre 2010–
- Mauno Koivisto – president 1982–1994
- Hertta Kuusinen – polític comunista (1904–1974)
- Otto Ville Kuusinen – cap de la comunista República Democràtica de Finlàndia, posteriorment polític de la Unió Soviètica (1881–1964)
- Axel Lille – fundador del Partit Popular Suec de Finlàndia (1848–1921)
- Paavo Lipponen – primer ministre 1995–2003, el primer President de lEduskunta (Parlament finlandès) 2003–2007
- Carl Gustaf Emil Mannerheim – Comandant en cap, regent i president 1944–1946 (1867–1951)
- Martti Miettunen – primer ministre 1961–1962 i 1975–1977
- Sauli Niinistö – president 2012–
- Juho Kusti Paasikivi – president 1946–1956 (1870–1956)
- Lauri Kristian Relander – president 1925–1931 (1883–1942)
- Elisabeth Rehn – politític
- Olli Rehn – Comissionat i vicepresident de la Comissió Europea
- Heikki Ritavuori – ministre assassinat (1880–1922)
- Risto Ryti – president 1940–1944 (1889–1956)
- Miina Sillanpää – primera ministra dona
- Taisto Sinisalo – polític comunista
- Helvi Sipilä – diplomàtica de les Nacions Unides
- Johan Vilhelm Snellman – escriptor i senador (1806–1881)
- Osmo Soininvaara – ministre
- Kalevi Sorsa – primer ministre (1930–2004)
- Kaarlo Juho Ståhlberg – president 1919–1925 (1865–1952)
- Ulf Sundqvist
- Pehr Evind Svinhufvud – regent i president 1931–1937 (1861–1944)
- Väinö Tanner – primer ministre 1926–1927 (1881–1966)
- Oskari Tokoi – primer ministre 1917 (1873–1963)
- Erkki Tuomioja – ministre d'afers estrangers 2000–2007
- Martti Turunen – membre d'origen finlandès de la Dieta del Japó 2001–
- Matti Vanhanen – primer ministre 2003–2010
- Johannes Virolainen – primer ministre entre 1964–1966 (1914–2000)
- Hella Wuolijoki

## Científics
- Lars Valerian Ahlfors – matemàtic, Fields Medalista de 1936 (1907–1996)
- Väinö Auer – explorador, geòleg i geògraf (1895–1981)
- Anders Chydenius – historiador, monjo, liberalista i filòsof de la política (1729–1803)
- Kari Enqvist – cosmologista
- Johan Gadolin – químic (1760–1852)
- Ragnar Granit – metge, guanyador del Premi Nobel de Medicina o Fisiologia (1967) (1900–1991)
- Hilma Granqvist – antropòleg (1890–1972)
- Ilkka Hanski – ecòleg guanyador del Premi Crafoord
- Pehr Kalm – botànic (1716–1779)
- Teuvo Kohonen – pioner de la Neurociència computacional
- Jussi V. Koivisto – economista
- Anders Johan Lexell – matemàtic, astrònom (1740–1784)
- Ernst Lindelöf – matemàtic, investigador de la teoria de la funció i la topologia (1870–1946)
- Olli Lounasmaa – físic, investigador de la física de les temperatures baixes (1930–2002)
- Hjalmar Mellin – matemàtic (1854–1933)
- Risto Näätänen – psicòleg i neurocientífic (nascut el 1939)
- Rolf Nevanlinna – matemàtic (1895–1980)
- Nils Gustaf Nordenskiöld – mineralogista (1792–1866)
- Adolf Erik Nordenskiöld explorador polar i refugiat polític a Suècia (1832–1901)
- Gunnar Nordström Físic teòric (1881–1923)
- Liisi Oterma – astrònom (1915–2001)
- Leena Palotie – genetista
- Simo Parpola – orientalista, assiorologista
- Helena Ranta – patòleg i dentista forense
- Eric Tigerstedt – inventor, el Thomas Edison de Finland (1887–1925)
- Kari S. Tikka – professor de dret i finances(1944–2006)
- Esko Valtaoja – astrònom
- Tatu Vanhanen – politòleg especialitzat en biologia de l'evolució i en democràcia (nascut el 1929)
- Artturi Ilmari Virtanen – chemist, Nobelist (1895–1973)
- Vilho Väisälä – matemàtic, inventor d'instruments meteorològics (1889–1969)
- Yrjö Väisälä – astrònom, meteoròleg (1891–1971)
- Edvard Westermarck – filòsof, sociòleg (1862–1939)
- Arvo Ylppö – pediatre, pare del sistema de salut pública infantil de Finlàndia, arquiatre durant 40 anys (1887–1992)

## Militars
- Aksel Airo – general (1898–1985)
- Adolf Ehrnrooth – general (1905–2004)
- Axel Heinrichs – general (1890–1965)
- Simo Häyhä – primer lloctinent, va matar 505 persones (1905–2002)
- Eino Ilmari Juutilainen – pilot, cavaller de la creu de Mannerheim
- Jorma Karhunen – pilot d'aviació i escriptor
- Jussi Kekkonen – major, germà petit del president Urho Kekkonen (1910–1962)
- Ruben Lagus – general major (1896–1956)
- Carl Gustaf Emil Mannerheim – marshal de Finland (1867–1951)
- Vilho Petter Nenonen – general (1883–1960)
- Karl Lennart Oesch – lloctinent general (1892–1978)
- Mika Peltonen – Brigadier General (from 2005)
- Jorma Sarvanto – pilot de la Segona Guerra Mundial
- Ensio Siilasvuo – general (1922–2001)
- Hjalmar Siilasvuo – general (1892–1947)
- Georg Magnus Sprengtporten – general (1740–1819)
- Torsten Stålhandske – comandant dels Hakkapelites (1594–1644)
- Paavo Susitaival – lloctinent coronel (1896–1993)
- Lauri Sutela – general
- Paavo Talvela – general (1897–1973)
- Rudolf Walden – general (1878–1946)
- Kurt Martti Wallenius – general major (1893–1984)
- Hans Wind – pilot, cavaller de la creu de Mannerheim
- Harald Öhquist – lloctinent general (1891–1971)
- Hugo Österman – lloctinent general (1892–1975)

## Esportistes

### Atletes
- Asprihanal Pekka Aalto – Corredor d'ultramaratons i proves extremes
- Arto Bryggare – saltador de tanques
- Sari Essayah – campió del món de marxa atlètica
- Tommi Evilä – saltador de llargada
- Arsi Harju – Campió olímpic de llançament de pes
- Eduard Hämäläinen – decatló
- Arto Härkönen – campió olímpic de llançament de javalina
- Gunnar Höckert – corredor, campió olímpic (1910–1940)
- Volmari Iso-Hollo – corredor, té dues medalles d'or olímpiques (1907–1969)
- Akilles Järvinen – decatleta (1905–1943)
- Matti Järvinen – Campió olímpic de llançament de javalina (1909–1985)
- Verner Järvinen – Campió olímpic de llançament de disc (1870–1941)
- Kaarlo Kangasniemi – Campió olímpic d'Halterofília a Mexico 1968
- Olli-Pekka Karjalainen – llançador de martell
- Veikko Karvonen – corredor de maratons, guanyador de la Marató de Boston del 1954
- Elias Katz – corredor, campió olímpic de 3000 metres (1901–1947)
- Jukka Keskisalo – corredor
- Kimmo Kinnunen – campió olímpic de llançament de javalina
- Hannes Kolehmainen – corredor, té quatre medalles olímpiques d'or (1889–1966)
- Valentin Kononen – campió del món de marxa atlètica
- Tapio Korjus – campió del món de lançament de javalina
- Teodor Koskenniemi – corredor, campió olímpic (1887–1965)
- Paavo Kotila – corredor de maratons
- Harri Larva – campió olímpic de carreres (1906–1980)
- Lauri Lehtinen – corredor, campió olímpic (1908–1973)
- Eero Lehtonen – pentatleta, dues medalles d'or olímpiques (1898–1959)
- Heikki Liimatainen – corredor, dues medalles d'or olímpiques (1894–1980)
- Tiina Lillak – campió del món de llançament de javalina
- Toivo Loukola – corredor, campió olímpic (1902–1984)
- Taisto Mäki – corredor de llarga distància, múltiples rècords (1910–1979)
- Jonni Myyrä – llançador de javalina, dues medalles d'or olímpiques (1892–1955)
- Pauli Nevala – Campió olímpic de llançament de javalina
- Elmer Niklander – campió olímpic de llançament de disc i de pes(1890–1942)
- Paavo Nurmi – corredor, 9 medalles d'or olímpiques (1897–1973)
- Eino Oksanen – corredor de maratons
- Aki Parviainen – campió del món de llançament de javalina
- Tero Pitkämäki – campió del món de llançament de javalina
- Ville Pörhölä – campió del món de llançament de pes(1897–1964)
- Heli Rantanen – campió olímpic de llançament de javalina
- Tapio Rautavaara – campió olímpic de llançament de javalina (1915–1979)
- Ville Ritola – corredor, 5 medalles d'or olímpiques (1896–1982)
- Seppo Räty – campió del món i olímpic de llançament de javalina
- Julius Saaristo – campió del món de llançament de javalina (1891–1969)
- Ilmari Salminen – campió del món de curses (1902–1986)
- Albin Stenroos – campió olímpic de marató (1889–1971)
- Olavi Suomalainen – corredor de maratons
- Armas Taipale – campió del món de llançament de disc(1890–1976)
- Juha Tiainen – campió olímpic de llançament de martell
- Abraham Tokazier – sprinter
- Vilho Tuulos – campió del món de triple salt (1895–1967)
- Pekka Vasala – corredor, campió olímpic
- Lasse Virén – corredor, quadre medalles olímpiques
- Paavo Yrjölä – decatleta, campió olímpic

### Futbolistes
- Alexei Eremenko Jr.
- Roman Eremenko
- Mikael Forssell
- Sami Hyypiä
- Jonatan Johansson
- Jussi Jääskeläinen
- Joonas Kolkka
- Shefki Kuqi
- Jari Litmanen
- Antti Niemi
- Mixu Paatelainen
- Petri Pasanen
- Juhani Peltonen
- Roni Porokara
- Aki Riihilahti
- Aulis Rytkönen
- Teemu Tainio
- Hannu Tihinen
- Mika Väyrynen
- Mika Ääritalo

### Hòquei sobre gel
- Antti Aalto
- Sami Aittokallio
- Aleksander Barkov Jr.
- Aki Berg
- Sean Bergenheim
- Timo Blomqvist
- Niklas Bäckström
- Mikko Eloranta
- Valtteri Filppula
- Mikael Granlund
- Tuomas Grönman
- Matti Hagman
- Niklas Hagman
- Riku Hahl
- Teemu Hartikainen
- Ilkka Heikkinen
- Riku Helenius
- Raimo Helminen
- Jukka Hentunen
- Jani Hurme
- Erik Hämäläinen
- Jarkko Immonen
- Jesse Joensuu
- Jussi Jokinen
- Olli Jokinen
- Timo Jutila
- Hannu Järvenpää
- Iiro Järvi
- Tomi Kallio
- Niko Kapanen
- Sami Kapanen
- Jere Karalahti
- Esa Keskinen
- Markus Ketterer
- Marko Kiprusoff
- Miikka Kiprusoff
- Mikko Koivu
- Saku Koivu –
- Leo Komarov
- Petri Kontiola
- Lauri Korpikoski
- Lasse Kukkonen
- Jari Kurri
- Teemu Laakso
- Antti Laaksonen
- Erkki Laine
- Janne Laukkanen
- Harri Laurila
- Tero Lehterä
- Jere Lehtinen
- Erkki Lehtonen
- Kari Lehtonen
- Mikko Lehtonen (born 1978)
- Mikko Lehtonen (born 1987)
- Ville Leino
- Juha Lind
- Perttu Lindgren
- Jyrki Lumme
- Mikko Luoma
- Toni Lydman
- Pentti Lund
- Jussi Markkanen
- Antti Miettinen
- Reijo Mikkolainen
- Jarmo Myllys
- Mikko Mäkelä
- Antti Niemi
- Antti-Jussi Niemi
- Mika Nieminen
- Ville Nieminen
- Janne Niinimaa
- Antero Niittymäki
- Janne Niskala
- Petteri Nokelainen
- Mika Noronen
- Fredrik Norrena
- Petteri Nummelin
- Teppo Numminen
- Pasi Nurminen
- Janne Ojanen
- Oskar Osala
- Marko Palo
- Timo Peltomaa
- Ville Peltonen
- Harri Pesonen
- Janne Pesonen
- Tuomas Pihlman
- Antti Pihlström
- Joni Pitkänen
- Mika Pyörälä
- Timo Pärssinen
- Karri Rämö
- Joonas Rask
- Tuukka Rask
- Pekka Rinne
- Kimmo Rintanen
- Jani Rita
- Arto Ruotanen
- Reijo Ruotsalainen
- Christian Ruuttu
- Jarkko Ruutu
- Tuomo Ruutu
- Jussi Rynnäs
- Timo Saarikoski
- Simo Saarinen
- Anssi Salmela
- Tony Salmelainen
- Sami Salo
- Tommi Santala
- Teemu Selänne
- Ilkka Sinisalo
- Ville Sirén
- Petri Skriko
- Mika Strömberg
- Kai Suikkanen
- Ari Sulander
- Raimo Summanen
- Timo Susi
- Keijo Säilynoja
- Jukka Tammi
- Esa Tikkanen
- Kimmo Timonen
- Jari Torkki
- Vesa Toskala
- Pekka Tuomisto
- Antti Törmänen
- Petri Varis
- Sami Vatanen
- Hannu Virta
- Jukka Virtanen
- Ossi Väänänen
- Petteri Wirtanen
- Juha Ylönen

### Esports de motor
- Mika Ahola – motorista d'enduro (1974–2012)
- Tommi Ahvala - motorista de trial
- Pentti Airikkala – corredor de rallys
- Markku Alén – corredor de rallys
- Samuli Aro – motorista d'enduro
- Toni Gardemeister – corredor de rallys
- Marcus Grönholm – corredor de rallys
- Mikko Hirvonen – corredor de rallys
- Mika Häkkinen – Campió del Món de Fórmula 1
- Peter Jahn - motorista de trial
- Mika Kallio – motorista
- Juha Kankkunen – campió del món de rallys
- Leo Kinnunen – conductor de Fórmula 1
- Heikki Kovalainen – conductor de Fórmula 1
- Teuvo Länsivuori – motorista
- Jari-Matti Latvala – conductor de rallys
- JJ Lehto – conductor de Fórmula 1
- Jukka-Pekka Mattila – condutor d'Offshore One
- Hannu Mikkola – conductor de rallys
- Heikki Mikkola – motorista de cross
- Timo Mäkinen – conductor de rallys
- Tommi Mäkinen – campió del món de rallys
- Kauko Nieminen – motorista de velocitat
- Taru Rinne – motorista
- Keke Rosberg – campió del món de Fórmula
- Nico Rosberg – conductor de Fórmula 1
- Harri Rovanperä – conductor de rallys
- Kimi Räikkönen – Campió del món de Fórmula 1, conductor de rallys, conductor de NASCAR
- Jarno Saarinen – motorista (1945–1973)
- Juha Salminen – motorista d'enduro
- Mika Salo – conductor de Fórmula 1
- Timo Salonen – conductor de rallys
- Kari Tiainen – motorista d'enduro
- Henri Toivonen – conductor de rallys (1956–1986)
- Ari Vatanen – conductor de rallys
- Kalevi Vehkonen – motorista de cross
- Pekka Vehkonen – motorista de cross
- Yrjö Vesterinen - motorista de trial

### Esports d'hivern
- Janne Ahonen – saltador de ski
- Antti Autti – snowboard
- Eero Ettala – snowboard, Campió del món de 2006
- Veikko Hakulinen – esquí de fons
- Janne Happonen – saltador
- Heikki Hasu – combinada nòrdica
- Matti Hautamäki – saltador
- Antti Hyvärinen – saltador
- Kalevi Hämäläinen – esquiador de fons
- Risto Jussilainen – saltador
- Marjatta Kajosmaa – esquiador de fons
- Veikko Kankkonen – saltador
- Jouko Karjalainen – combinada nòrdica
- Klaes Karppinen – esquí de fons
- Kalle Keituri – saltador
- Harri Kirvesniemi – esquí de fons
- Marja-Liisa Kirvesniemi – medallista olímpica en esquí de fons
- Anssi Koivuranta – combinada nòrdica
- Kiira Korpi – patinatge artístic
- Markku Koski – snowboard
- Kai Kovaljeff – saltador
- Hilkka Kuntola – esquí de fons
- Risto Laakkonen – saltador
- Janne Lahtela – freestyle
- Mika Laitinen – saltador
- Samppa Lajunen –Combinada nòrdica i sprint
- Ville Larinto – saltador
- Hannu Manninen – combinada nòrdica
- Marjo Matikainen-Kallström – esquí de fons
- Juha Mieto – esquí de fons
- Olli Muotka – saltador
- Kaija Mustonen – patinatge de velocitat
- Mika Myllylä – esquí de fons
- Eero Mäntyranta – esquí de fons
- Toni Nieminen – saltador
- Ari-Pekka Nikkola – saltador
- Matti Nykänen – saltador
- Harri Olli– saltador
- Kalle Palander – esquí
- Peetu Piiroinen – snowboard
- Jari Puikkonen – saltador
- Siiri Rantanen – esquí de fons
- Marjut Rolig – esquí de fons
- Mikko Ronkainen – freestyle
- Janne Ryynänen – combinada nòrdica
- Veli Saarinen – esquí de fons
- Julius Skutnabb – patinador de velocitat
- Jani Soininen – saltador
- Helena Takalo – esquí de fons
- Jaakko Tallus – combinada nòrdica
- Clas Thunberg – patinador de velocitat
- Jouko Törmänen – saltador
- Tuomo Ylipulli – saltador

### Altres esportistes
- Paavo Aaltonen – gimnàstica (1919–1962)
- Jouko Ahola – Campió dues vegades del World's strongest man
- Patrik Antonius – jugador de pòker
- Kalle Anttila – lluitador, dues medalles olímpiques d'or (1887–1975)
- Connie Garner – nascuda Spannari – Miss World Fitness
- Veikka Gustafsson – escalador
- Lauri Happonen – jugador professional d'esports electrònics
- Yrjö Hietanen – rem, dues medalles d'or olímpiques
- Veikko Huhtanen – gimnàstica, 3 medalles d'or olímpiques (1919–1976)
- Robin Hull – snooker
- Mikko Ilonen – golfer
- Pertti Karppinen – palista, tres medalles d'or olímpiques
- Antti Kasvio – nadador
- Minna Kauppi – cursa d'orientació, campió del món
- Marko Kemppainen – tir skeet
- Mika Koivuniemi – bowling
- Väinö Kokkinen – lluita, campió olímpic (1899–1967)
- Petteri Koponen – jugador de bàsquet
- Pentti Linnosvuo – campió olímpic de tir
- Lasse Lintila – bowling
- Matti Mattsson – nadador
- Hanno Möttölä – jugador de bàsquet de la NBA
- Jarkko Nieminen – jugador de tenis
- Lauri "Tahko" Pihkala – inventor del Pesäpallo (beisbol finlandès) (1888–1981)
- Kustaa Pihlajamäki – lluitador (1902–1944)
- Jarno Pihlava – nadador
- Arto Saari – skateboard
- Ale Saarvala – medalla d'or de gimnàstica
- Kasperi Salo – juigador de bàdminton
- Heikki Savolainen – gimnàstica (1907–1998)
- Hanna-Maria Seppälä – campió del món de natació
- Jani Sievinen – nadador
- Markku Uusipaavalniemi – cúrling
- Anu Viheriäranta - ballarí
- Antti Viitikko – jugador de bàdmington
- Janne Virtanen – campió del World's strongest man
- Emil Väre – campió olímpic de lluita (1885–1974)
- Verner Weckman – campió olímpic de lluita (1882–1968)
- Kurt Wires – campió olímpic de rem (1919–1991)

## Teòlegs i religiosos
- Mikael Agricola
- Bishop Henry
- Lauri Ingman
- Markku Koivisto
- Lars Levi Læstadius
- Lleó de Finlàndia
- Kari Mäkinen
- Jukka Paarma
- Paavo Ruotsalainen
- John Vikström

## Escriptors
- Juhani Aho – primer escriptor professional
- Minna Canth – primera escriptora notable (1844–1897)
- Bo Carpelan
- Marco Casagrande
- Jörn Donner – autor i polític
- Pentti Haanpää
- Aarne Haapakoski – escriptor de pulps amb el sobrenom d'Outsider
- Paavo Haavikko
- Saima Harmaja – poeta (1913–1937)
- Laila Hietamies
- Veikko Huovinen
- Antti Hyry
- Anna-Leena Härkönen
- Risto Isomäki – escriptor de ciència-ficció
- Tove Jansson – escriptor de literatura infantil (1914–2001)
- Maria Jotuni (1880–1943)
- Markus Kajo – escriptor de comèdies (nascut el 1957)
- Taito Kantonen
- Volter Kilpi
- Marko Kitti
- Aleksis Kivi – primer escriptor significatiu de Finlàndia (1834–1872)
- Leena Krohn
- Torsti Lehtinen – escriptor i filòsof
- Joel Lehtonen
- Kimmo Lehtonen – ciència-ficció
- Eino Leino (1878–1926)
- Rosa Liksom
- Väinö Linna – (1920–1992)
- Johannes Linnankoski
- Elias Lönnrot – Compilà el Kalevala (1802–1884)
- Veijo Meri
- Pertti Nieminen
- Sofi Oksanen
- Arto Paasilinna
- Erno Paasilinna
- Olavi Paavolainen
- Onni Palaste – novel·les de guerra (1917–2009)
- Antti Puhakka – poeta nacional romàntic i polític (1816–1893)
- Kalle Päätalo (1919–2000)
- Johan Ludvig Runeberg – poeta nacional (1804–1877)
- Pentti Saarikoski
- Frans Emil Sillanpää – Premi Nobel de literatura (1888–1964)
- Johanna Sinisalo
- Tommy Tabermann –
- Marton Taiga – pseudònim de Martti Löfberg
- Jari Tervo –
- Märta Tikkanen
- Zacharias Topelius – autor i historiador (1818–1898)
- Jouko Turkka
- Antti Tuuri
- Kaari Utrio
- Hella Wuolijoki
- Mika Waltari (1908–1979)
- Kim Weckström
- Lauri Viita –
- Kjell Westö

## Altres notables
- Simo Aalto – mag
- Antti Aarne - folklorista
- Ior Bock – excèntric
- Donner family
- Janina Frostell – model i cantant
- Tony Halme – política, show-woman
- Erkki Hartikainen – activista de l'ateisme
- Jukka Hilden –
- Toni Jerrman – crític de ciència-ficció
- Kuikka-Koponen – entabanador i conjurador
- Armi Kuusela – Miss Univers de 1952
- Jarno Laasala – par de The Dudesons
- Aarne Lakomaa – dissenyador d'avions (1914–2001)
- Arvi Lind – locutor
- Fanni Luukkonen – líder de Lotta Svärd (1882–1947)
- Sophie Mannerheim – enfermera (1863–1928)
- Larin Paraske – cantant i poeta
- Arndt Pekurinen – pacifist (1905–1941)
- Anne Marie Pohtamo – Miss Univers 1975
- Krisse Salminen – televisiva
- Santa Claus - Santa Claus
- Eugen Schauman – assassí de Nikolai Ivanovich Bobrikov (1875–1904)
- Tabe Slioor – reporter i fotògraf
- Nils Torvalds – periodista
- Ole Torvalds – periodista (1916–1995)
- Nils-Aslak Valkeapää – activista sami (1943–2001)
- Folke West – viatjer
- Riku Rantala – presentador de televisió